# Quinn Meinerz
Quinn Meinerz (Hartford, 15 novembre 1998) è un giocatore di football americano statunitense che milita nel ruolo di guardia per i Denver Broncos della National Football League (NFL).

## Carriera

### Denver Broncos
Meinerz al college giocò a football alla University of Wisconsin–Whitewater. Fu scelto nel corso del terzo giro (98º assoluto) nel Draft NFL 2021 dai Denver Broncos. Debuttò come professionista subentrando nel terzo turno contro i New York Jets. La settimana successiva disputò la prima gara come titolare contro i Baltimore Ravens. La sua stagione da rookie si chiuse con 15 presenze, di cui 9 come partente.
Nel 2024 Meinerz fu inserito nel First-team All-Pro.

## Palmarès
- First-team All-Pro: 1

2024